# Hadoop YARN
Hadoop YARN est un gestionnaire de cluster Hadoop. YARN est l'acronyme de Yet Another Resource Negotiator 